# اللجنة الخاصة بالزراعة
اللجنة الخاصة بالزراعة (بالإنجليزية: Special Committee on Agriculture)‏ المعروفة اختصاراً بـ SCA هي هيئة إدارية تابعة للاتحاد الأوروبي تقوم بإعداد عمل ومهام مجلس الزراعة والثروة السمكية (أحد تشكيلات مجلس الاتحاد الأوروبي) فيما يتعلق بالزراعة، على غرار دور لجنة الممثلين الدائمين (COREPER) بالنسبة لتشكيلات المجلس الأخرى.

تم تأسيس اللجنة الخاصة بالزراعة بقرار من ممثلي حكومات الدول الأعضاء في مايو 1960. ولم تكن هناك إشارة محددة إليه في أي من المعاهدات.